# La Bola (restaurante)

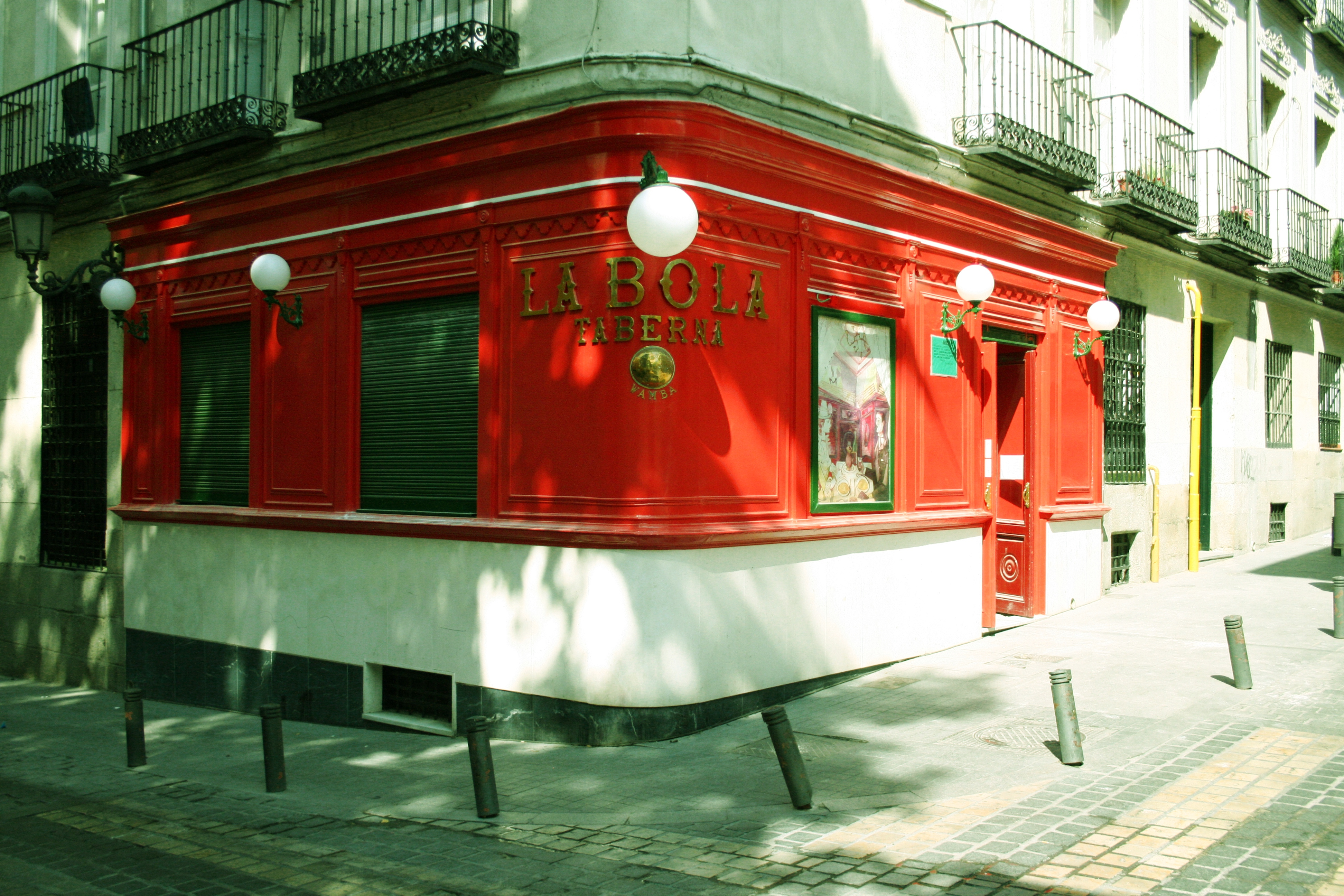
Portada del restaurante.

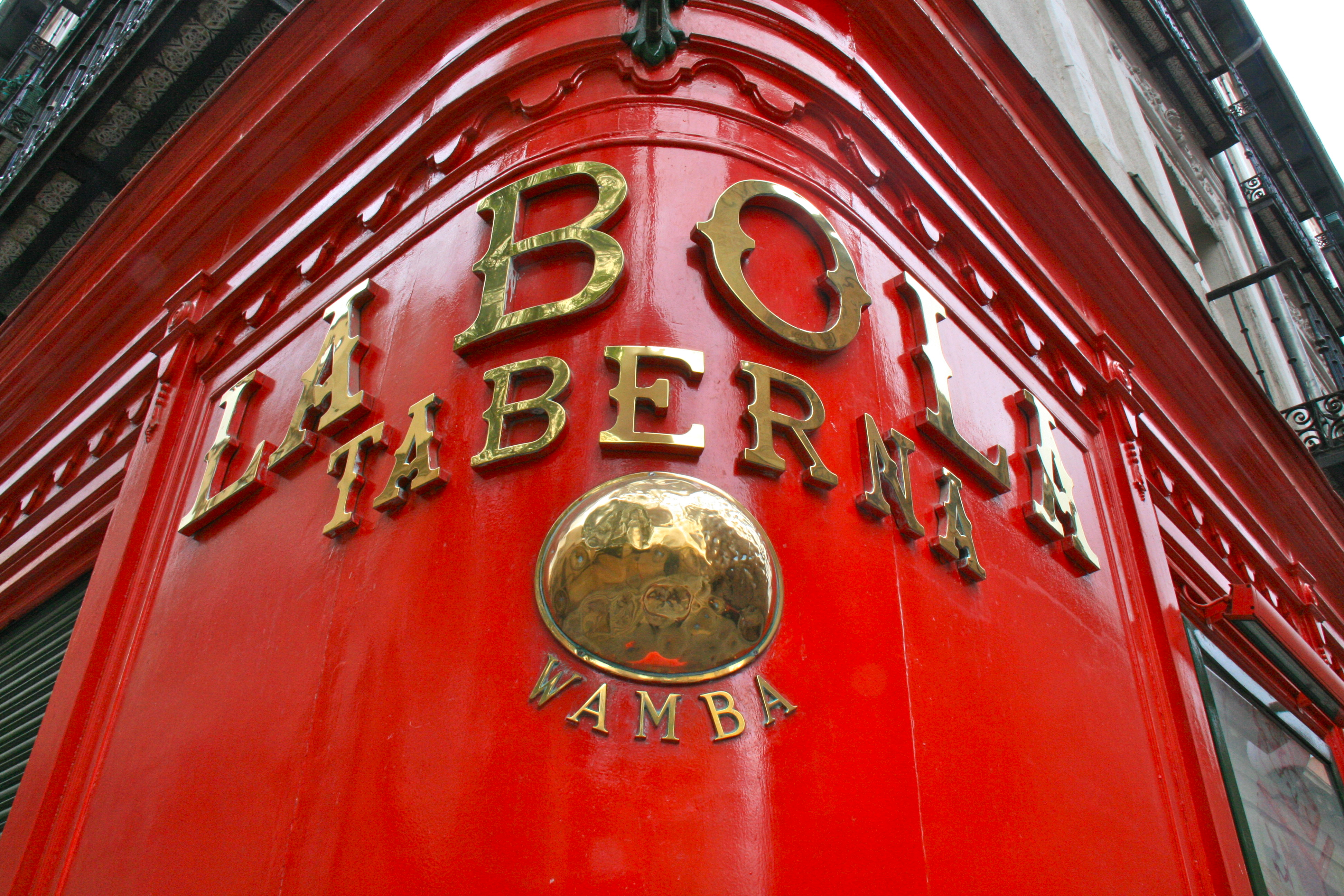
Fachada roja del restaurante.

El restaurante La bola es uno de los más populares para degustar platos de la cocina madrileña entre los que se encuentra el popular cocido madrileño. El restaurante ya posee más de 100 años en manos de la familia Verdasco y está situado en pleno Madrid de los Austrias (en el barrio de Santo Domingo).

## Historia
Se inaugró como botellería en el año 1802 en la esquina de la calle de la Bola (Toma el nombre de esta calle) con la calle de las Rejas (hoy en día calle de Guillermo Rolland). A finales del siglo XIX (en 1870) se transforma en restaurante y se denomina «La Rayúa». Esta transformación se hace por una familia: los Verdasco, oriundos de Asturias, que generación tras generación se hace cargo del restaurante hasta la actualidad.
La adecuación de la botilllería a restaurante hace que sea popular por servir el cocido madrileño en puchero de barro individual. Se sabe por las crónicas periodísticas de la época que se servían tres tipos de cocido a lo largo del día. El primero que era muy modesto en el precio y que se servía a empleados y obreros a mediodía, el que se servía como almuerzo que contenía gallina y el que se servía por la tarde con todo su contenido cárnico a gente de clase alta.

## Características
Se trata de un restaurante decorado con el estilo de finales del siglo XIX. Ocupa el lugar de una esquina y tiene una fachada roja con una bola dorada y un letrero que indica "La Bola" - "Taberna" - "Wamba". La palabra Wamba indica que pertenece al Grupo Wamba (junto con otros locales de Madrid). El interior posee tres salas (foro de 120 personas aproximadamente) que poseen un olor a leña de encina debido a que los pucheros individuales del cocido se calientan en una gran chimenea en su interior. 

## Especialidades
El plato estrella que más se solicita es el cocido madrileño, otros platos son los callos a la madrileña o el cordero lechal asado. En el terreno de los postres son muy famosos los buñuelos de manzana. 